# Bitva u Baltimu
Bitva u Baltimu, někdy též uváděna jako bitva u Damietty, byla námořní bitva mezi izraelským a egyptským námořnictvem, ve dnech 8. až 9. října 1973, během jomkipurské války. Odehrála se v deltě Nilu, mezi městy Baltim a Damietta. Bitva vypukla, když šest izraelských raketových člunů tříd Sa'ar plujících směrem k Port Saidu narazilo na čtyři egyptské raketové čluny projektu 205 (kódové označení NATO: Osa I), plujících z Alexandrie. Celá potyčka trvala zhruba čtyřicet minut. Čluny třídy Osa vypálily střely Styx, minuly a začaly se stahovat do Alexandrie, pronásledovány Izraelci. Dva egyptské čluny byly potopeny střelami Gabriel během deseti minut a třetí člun byl potopen o dvacet pět minut později. Čtvrtému se podařilo vrátit se na základnu.

## Pozadí
V třetí den jomkipurské války, 8. října, zahájila izraelská armáda protiútok na Sinajském poloostrově, při pokusu zatlačit egyptskou armádu zpět za Suezský průplav. Velení izraelského námořnictva očekávalo, že pozemní tlak na přístav Port Said způsobí stažení egyptských námořních aktivit z místních přístavů do Alexandrie, která se nachází zhruba 177 kilometrů západně. Flotile izraelských raketových člunů proto bylo nařízeno plout k přístavu Port Said. Lodě, které se zrovna vrátily do Haify po bitvě u Latakie, však ještě nebyly kompletně natankované. Navzdory tomu plulo již po dvaceti pěti minutách osm lodí rychlostí 30 uzlů jižním směrem. O pět hodin později dorazily k Port Saidu, kde se setkaly s velitelem Michaelem Barkajem, který již na místě vyčkával se dvěma čluny. Mezi tím se však izraelský protiútok na Sinaji nezdařil a egyptské lodě přístav neopustily.
Barkaj a velitel námořnictva, admirál Benjamin Telem, se rozhodli vylákat Egypťany ostřelováním cílů na pobřeží nilské delty. Když v 21.00 začali s ostřelováním, detekovali cíle západním směrem. Izraelské čluny proto zvýšily rychlost na 40 uzlů, avšak po zhruba třiceti minutách se ukázalo, že pronásledují elektronické stíny. Barkaj pozastavil přeskupení a dotázal se svých lodí na stav paliva a munice. Loď, na které se nacházel, INS Miznak a další tři lodě měly velmi malé zásoby paliva. Zvažoval návrat do Haify, ale nakonec se rozhodl poslat zpět čtyři lodě potýkající se s nedostatkem paliva a sám zůstal se zbylými. Když se přemisťoval z Miznaku na INS Herev, izraelské lodě detekovaly čtyři moderní sovětské raketové čluny Osa I vyplouvající z Alexandrie směrem na východ. Poté, co se Barkaj nalodil na Herev, nařídil flotile šesti lodí plout směrem k Alexandrii.

## Začátek
Barkajova flotila čítala dva raketové čluny třídy Sa'ar 4 (INS Rešef a INS Kešet), dva raketové čluny třídy Sa'ar 3 (INS Soufa a INS Herev), jeden raketový člun třídy Sa'ar 2 (INS Ejlat, pojmenovaný po lodi INS Ejlat potopené před šesti lety) a jeden raketový člun třídy Sa'ar 1 (INS Misgav), který však nenesl žádné střely. Ve 23.00 Barkaj zformoval flotilu do tří dvojic, které pluly vedle sebe přes širokou frontu. Severní dvojici tvořili Rešef a Kešet, prostřední dvojici Ejlat a Misgav a jižní dvojici Herev a Soufa. V tomto okamžiku se egyptské raketové čluny nezobrazovaly na radaru nebo dálkových elektronických senzorech a nebylo tak jasné, zda se pohybují směrem k izraelským lodím.

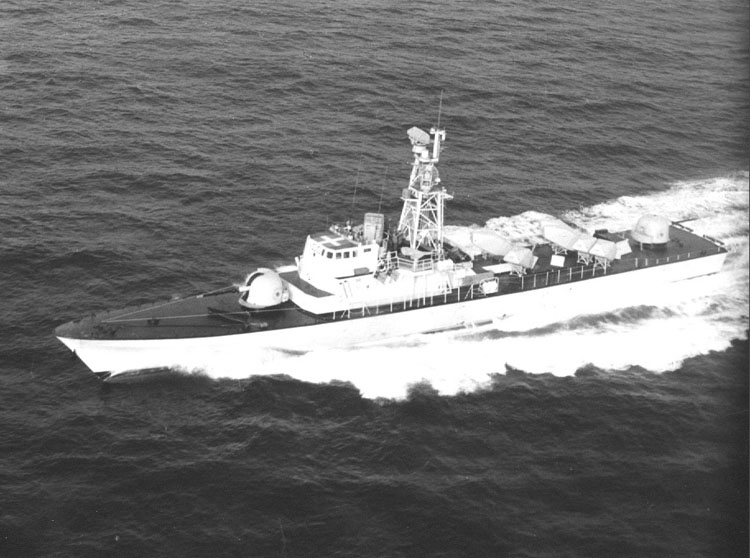
Raketový člun třídy Sa'ar 4

Když se blížila půlnoc, nařídil Barkaj jižní dvojici ostřelovat cíle v Damiettě na pobřeží. Když se lodě chystaly ke střelbě, jejich elektronické podpůrné opatření (ESM) detekovalo něco západně od Baltimu. Barkaj nařídil severní dvojici rozptýlit dálkové klamné cíle severně od její pozice, aby zjistil, zda zpozorovaný objekt zahájí palbu. Po chvíli byl oblak klamných cílů zasažen střelou letící ze západního směru. Čluny tříd Sa'ar spustily svá elektronická protiopatření a vyrazily plnou rychlostí směrem k egyptským lodím, zatímco Barkaj se rozhodl nevolat na pomoc izraelské letectvo.

## Bitva

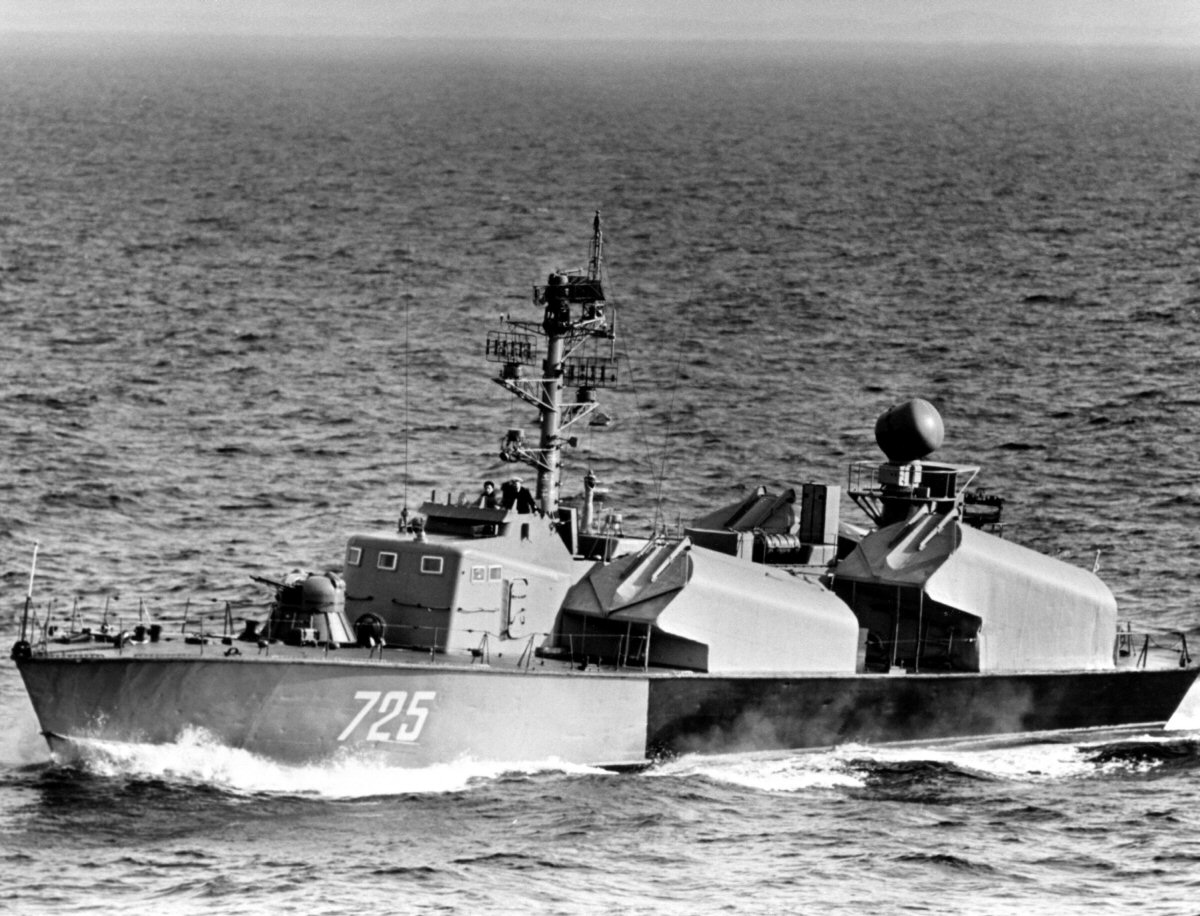
Raketový člun projektu 205 (Osa I)

Izraelská bitevní linie měla banánovitý tvar a severní dvojice lodí se nacházela více vpředu než zbytek lodí. Dvě dvojice egyptských raketových člunů Osa I pluly směrem k izraelské flotile, ale byly stále mimo 45kilometrový dostřel egyptských střel Styx. Dostřel izraelských střel Gabriel byl 25 kilometrů, což představovalo 20kilometrovou mezeru, kterou Izraelci chtěli bezpečně překlenout díky systémům elektronického boje, které střelám Styx nabídly mnohem více cílů, než doopravdy bylo. V 00.15 zaznamenaly senzory odpálení egyptských střel ze vzdálenosti 48 kilometrů. Po dvou minutách střely explodovaly na moři, aniž by způsobily jakékoliv škody. Egypťané pokračovali dále v kurzu a po deseti minutách vypálili další tři salvy. Jejich střely směřovaly převážně na oblak klamných cílů, rozptýlený severní dvojicí izraelských lodí. Po vypálení posledních střel ze vzdálenosti 30 kilometrů se egyptské čluny otočily a rychle se vracely zpět do Alexandrie. Izraelské čluny je pronásledovaly a jejich velitelé byli Barkajem upozorněni, aby nestříleli ze vzdálenosti větší než 17 kilometrů. Podle jeho výpočtů měli Izraelci dostihnout pomalejší egyptské čluny ještě před přístavem.
Po 25minutovém pronásledování se INS Kešet dostal do 17kilometrové zóny a vypálil střelu, která zasáhla egyptský člun. V té chvíli začala strojovna Kešetu nabírat vodu z prasklé trubky. Po odpálení další střely se Kešet zastavil dva kilometry od zničeného egyptského člunu, zatímco INS Misgav se k přiblížil a zasáhl člun palbou z děla. Mezitím INS Rešef vypálil a zasáhl druhý egyptský člun a INS Ejlat rovněž vypálil střelu. Rešef se poté přiblížil k zničenému egyptskému člunu a potopil jej výstřelem z děla. Jižní dvojice egyptských člunů se rozdělila a jeden z nich byl zasažen a zůstal stát, ale nepotopil se. Herev a Soufa na člun vypálily desítky granátů, než zjistily, že ve skutečnosti najel na mělčinu. Poslední zbývající egyptský člun plul západně k Alexandrii a dostal se mimo dostřel. Nejblíže byl Rešef, který se pustil do pronásledování. Zbraňový důstojník ale nahlásil elektrickou poruchu, která bránila odpálení střel. Rešef i navzdory tomu egyptský člun sledoval v naději, že se dostane na dostřel lodního kanónu, avšak Barkaj si všiml, že se izraelský člun odděluje od zbytku flotily, a že se dostává nebezpečně blízko pobřeží. V obavě ze zranitelnosti při případném leteckém útoku se nařídil stáhnout. Velitel Rešefu požádal o několik dalších minut, ale nakonec se připojil zpět k flotile.

## Závěr
Když Telem zaznamenal, že se jedna z lodní příliš blíží k Alexandrii, nařídil Barkajovi zastavit pronásledování. V 01.30 se již izraelská flotila vracela do Haify. Čtvrtý egyptský člun dorazil do Alexandrie. Egypt tvrdil, že potopil čtyři izraelské „cíle,“ z čehož tři měly být motorové torpédové čluny a jeden měl být raketový člun. Roky po proběhlé bitvě se setkal velitel Rešefu s egyptským námořním důstojníkem, jenž velel jednomu z egyptských člunů, na americké Naval War College. Egypťan uvedl, že on a dva nebo tři členové posádky přežili explozi a povedlo se jim doplavat na pobřeží.